# Carole Dieschbourg
Carole Dieschbourg (Echternach, 3 oktober 1977) is een Luxemburgse politicus. Ze is aangesloten bij de groene partij Déi Gréng. Tussen december 2013 en april 2022 was ze minister van Milieu onder premier Xavier Bettel.

## Biografie
Dieschbourg bracht haar jeugd door in Lauterborn, een buitenwijk van Echternach. Ze heeft een rooms-katholieke opvoeding genoten. Na het afronden van de middelbare school in 1997 studeerde ze Geschiedenis en Germanistiek aan de Universiteit van Trier. 
Tussen 2006 en 2013 was Dieschbourg werkzaam bij haar familiebedrijf Moulin JP Dieschbourg. De eerste vijf jaar was ze werkzaam als uitvoerend assistent en vervolgens als managing partner. In december 2013 werd Dieschbourg benoemd tot minister van Milieu in het eerste kabinet van Xavier Bettel. Ze behield deze positie in de regering Bettel-II, die aantrad in 2018. In april 2022 trad Dieschbourg voortijdig af nadat zij in opspraak was gekomen wegens vriendjespolitiek. De aanleiding was een bouwvergunning voor een tuinhuis in beschermd natuurgebied, die in 2019 met haar goedkeuring verleend was aan haar partijgenoot Roberto Traversini.
- Gemeinsame Normdatei: 134075234
- International Standard Name Identifier: 0000 0000 1975 7821
- Virtual International Authority File: 65214331
- WorldCat: E39PBJgMCPcrCXF49mftkQ4cyd